# Salvador Saura
Salvador Saura (Molins de Rei, Baix Llobregat, 1950) és un dissenyador gràfic i editor català.
En el període (1970-1973) va realitzar pintures on confluïa l'interès pel suprematisme de Malevič amb plantejaments propers al minimal art.
Juntament amb Ramon Torrente va crear l'any 1976 un estudi de disseny gràfic amb la intenció d'elaborar propostes per oferir a les editorials. L'any 1983 funden Edicions de l'Eixample que combina el treball de disseny gràfic i comunicació visual amb produccions editorials pròpies. Han realitzat treballs de creació per al món de les arts plàstiques i el teatre i, especialment, llibres objecte com Sol-Solet, i La nit de Comediants, Carmen i Transnarcís de Pau Riba, pels quals han rebut diversos premis.
Edicions de l'Eixample està molt vinculada a la Fundació Tapies. Salvador Saura i Ramon Torrente són els autors del logotip i del disseny de gran part dels catàlegs i del material gràfic de la Fundació.